# Contrôle Sécurité Assistance
Pour l’article homonyme, voir CSA.
 (décembre 2016).
Si vous disposez d'ouvrages ou d'articles de référence ou si vous connaissez des sites web de qualité traitant du thème abordé ici, merci de compléter l'article en donnant les références utiles à sa vérifiabilité et en les liant à la section « Notes et références ».
Le Contrôle Sécurité Assistance (CSA) était un service du métro de Paris.
Il a été créé en 1994 par la RATP et a été mis en expérimentation sur les lignes 2, 4 et 9 en service nuit (19 h/2 h 15) avant de se généraliser en 1995. Depuis 2009, en synergie avec la création du projet Grand Paris, la RATP a pour ambition de créer un service de contrôle à la fois unique et multimodal, appelé SCC (service client et contrôle) ; le contrôleur pourra dorénavant contrôler sur tous les modes de transports exploités par la RATP. Le SCC a été créé dans le but de fusionner plusieurs unités de contrôle afin que la transparence et la cohésion soient renforcées.
Le CSA était un corps composé d'agents de contrôle et d'agents de sûreté (Groupe de protection et de sécurisation des réseaux - GPSR). Les agents de ce service avaient pour mission de lutter contre la fraude, sécuriser le réseau, assister les agents d'exploitation et les voyageurs en difficulté. Ils intervenaient sur tous les dispositifs de sécurité jusqu'à hauteur de leurs moyens (humains, matériels et de compétence) avant de passer la main aux agents du GPSR ou de la Police nationale. Ils avaient aussi pour mission de canaliser les voyageurs et de relever les informations utiles pour les services de Police et les pompiers en cas d'« accident grave voyageur » (tel qu'un suicide), de colis suspect, etc.
Leur tenue était composée d'un pantalon de costume vert (le même que les agents de station du métro), d'une parka verte avec un écusson CSA (de la même forme que celui de la police) sur la poitrine, d'un tee-shirt blanc l'été et d'un pull bleu marine l'hiver.
Du fait que ces agents travaillaient de nuit, l'exercice au sein du CSA était limité à 5 ans, à cause des horaires de nuit jugés difficiles.